# Yuji Kamijo
Yuji Kamijo (Japans: 上條有司, Kamijō Yūji) (Matsumoto, 7 april 1986) is een voormalige Japanse langebaanschaatser.

## Persoonlijke records
| Afstand    | Tijd    | Datum           | Baan    |
| ---------- | ------- | --------------- | ------- |
| 500 meter  | 34,76   | 21 maart 2010   | Calgary |
| 1000 meter | 1.10,01 | 21 maart 2010   | Calgary |
| 1500 meter | 1.51,37 | 9 augustus 2009 | Calgary |
| 3000 meter | 4.33,78 | 1 januari 2001  | Seoul   |
| 5000 meter | 8.00,45 | 2 januari 2001  | Seoul   |

## Resultaten
| Jaar | WK sprint              | Olympische Spelen | Wereldbeker        |
| ---- | ---------------------- | ----------------- | ------------------ |
| 2011 | NC29 (17, 36, 19, -)   |                   | 31e 1000m          |
| 2012 |                        |                   | 19e 500m 42e 1000m |
|      |                        |                   |                    |
| 2014 | 15e (6e, 17e, 9e, 17e) | 20e 500m          |                    |